# Den vilda
Den vilda är en etnoballad framförd av den svenska popgruppen One More Time. Den skrevs av två av gruppmedlemmarna, Nanne Grönvall och Peter Grönvall. Låten vann den svenska Melodifestivalen 1996 och fick representera landet i Eurovision Song Contest 1996 i Oslo. Anders Berglund dirigerade orkestern. Inför tävlingen var de storfavoriter till vinsten. Låten fick tolv poäng från Irland. Totalt blev det 100 poäng, vilket gav en tredje plats.
Låten gavs ut på gruppens album Den vilda, som släpptes i mitten av 1996.
På den svenska singellistan låg den på topp 60 i 19 veckor och nådde som högst sjunde plats .
Melodin låg på Svensktoppen i tre veckor under perioden 11-25 maj 1996, med femteplats som bästa resultat där.
Den vilda har även spelats in i engelskspråkig version, med titeln The Wilderness Mistress och gavs ut på gruppens album Living in a Dream 1997.

## Listplaceringar
| Lista (1996) | Topplacering |
| ------------ | ------------ |
| Sverige      | 7 .          |

## Övrigt
- En version i Framåt fredag hette "Den politiska vilden" och handlade om då Gudrun Schyman blev politisk vilde för att sedan bilda ett kvinnoparti [3].